# Aspettative razionali

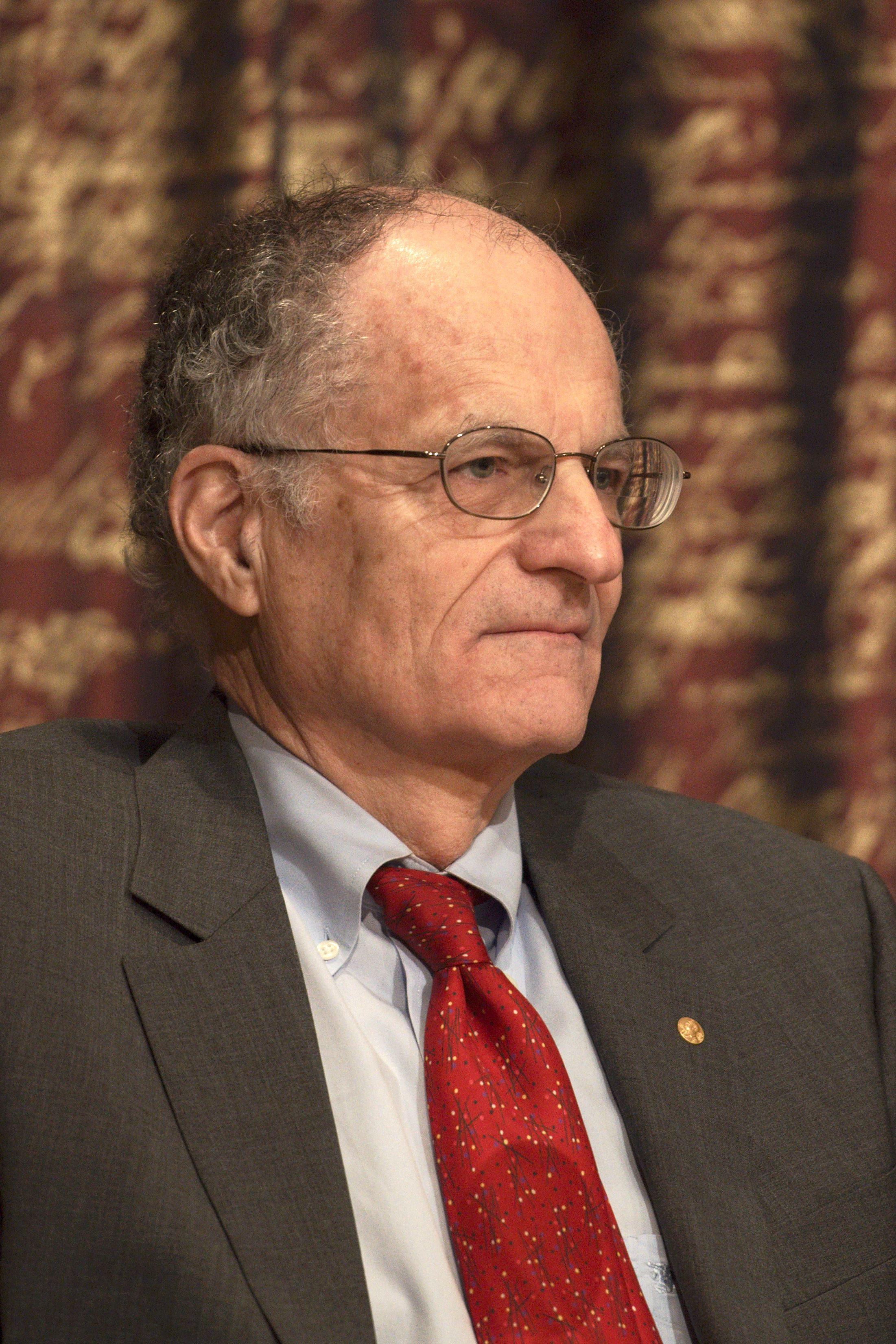
Thomas J. Sargent

L'ipotesi di aspettative razionali afferma che gli individui usano le informazioni in modo efficiente, senza compiere errori sistematici nella formazione delle aspettative riguardanti le variabili economiche. Si utilizzano, in altri termini, tutte le informazioni di cui possono disporre e nel modo migliore possibile (si presuppone che gli agenti abbiano una buona conoscenza del funzionamento del sistema in cui operano e dei modelli di politica economica) al fine di elaborare le informazioni disponibili, per effettuare previsioni nelle scelte di politica economica. Si suppone, naturalmente, che il singolo individuo possa commettere errori, ma si ritiene altresì che la collettività nel suo complesso non sbagli le previsioni e abbia aspettative corrette.
L'ipotesi di razionalità era già stata formulata dai teorici della scuola austriaca, la cui visione di fondo dell'economia e della politica economica è la stessa dei sostenitori dell'ipotesi delle aspettative razionali.
Nel corso degli anni settanta, i limiti delle politiche economiche portano alcuni economisti a riconsiderare le premesse della macroeconomia. 
Gli statunitensi Robert Lucas e Thomas Sargent, in particolare, hanno usato il concetto di aspettative razionali in ambito macroeconomico, benché il concetto fosse stato sviluppato in campo microeconomico da John Fraser Muth con il suo articolo Rational Expectations and the Theory of Price Movements del 1961.

## Implicazioni
Ciò implica che gli individui reagiranno rapidamente alle scelte di politica economica e, inoltre, chi decide la politica economica, secondo questo approccio, deve presumere che il pubblico si renderà presto conto del modo in cui opera una certa politica.
I mercati, per i sostenitori delle aspettative razionali, si assumono essere sempre in equilibrio in quanto gli agenti economici determinano prezzi e salari in modo da massimizzare profitto e utilità:
- la prima conseguenza è che non esiste la disoccupazione involontaria, perché il disoccupato può trovare lavoro a un salario inferiore;
- la seconda conseguenza è che la politica monetaria non può influenzare il livello della produzione. Ciò perché se ad esempio viene modificata l'offerta di moneta, gli individui prevedono un aumento dei prezzi e di conseguenza aggiusteranno prezzi e occupazione. Solo le variazioni inattese della quantità di moneta, secondo i sostenitori delle aspettative razionali, possono influenzare il livello della produzione;
- la terza conseguenza è che la politica monetaria non può influenzare sistematicamente la produzione o la disoccupazione.

## Aspettative razionali e curva di Phillips

Curva di Phillips

La teoria delle aspettative razionali è stata usata per esempio da Milton Friedman per mettere in discussione la relazione inversa di lungo periodo tra inflazione e disoccupazione mostrata da Phillips nella celebre curva che porta il suo nome.
La curva di Phillips  implica che si possa ridurre la disoccupazione e aumentare la produzione, pagando però il prezzo di una inflazione più alta, e che la politica economica possa influenzare tali variabili: un aumento della quantità di moneta, per esempio, aumentando la domanda, fa diminuire la disoccupazione e aumentare la produzione, causando però un aumento dei prezzi.
Alla fine del 1967 Friedman sostiene che l'aumento della quantità di moneta modificherebbe le aspettative sui prezzi. L'attesa di prezzi in crescita lascerebbe immutata la domanda reale e provocherebbe un aumento delle richieste salariali. La domanda non aumenterebbe e neppure la produzione, lasciando immutata la disoccupazione. La politica economica e in particolare la politica monetaria sarebbero perciò inutili, incapaci di causare variazioni della produzione, della domanda e della disoccupazione.

## Curiosità
John Kenneth Galbraith nel romanzo Il professore di Harvard  fa elaborare al protagonista un indice delle aspettative irrazionali grazie al quale egli prevede le bolle speculative e specula sul loro scoppio. Si tratta di un modo curioso usato dall'economista americano per sottolineare lo scarso credito goduto (a suo giudizio) dall'ipotesi delle aspettative razionali dominante in accademia.